# Technologické centrum Praha
Technologické centrum Praha, z.s.p.o. (TC) je národním kontaktním pracovištěm pro podporu úspěšné integrace českého výzkumu do Evropského výzkumného prostoru (ERA) především prostřednictvím rámcových programů EU. Připravuje analytické a koncepční studie pro orgány státní a veřejné správy ČR i nadnárodní instituce a přispívá tak ke zvýšení kvality strategického rozhodování ve výzkumu, vývoji a inovacích (VaVaI) na regionální, národní i evropské úrovni. Poskytuje všestrannou podporu pro rozvoj mezinárodní konkurenceschopnosti českých malých a středních podniků (MSP) prostřednictvím sítě Enterprise Europe Network a významně se podílí na mezinárodním transferu znalostí a technologií.

## Vznik TC
TC vzniklo v roce 1994 jako zájmové sdružení právnických osob - pracovišť AV ČR:
- Fyzikální ústav AV ČR
- Mikrobiologický ústav AV ČR
- Ústav chemických procesů AV ČR
- Ústav fyziky plazmatu AV ČR
- Ústav molekulární genetiky AV ČR

V roce 1999 doplnila členy sdružení společnost Technology management, s.r.o.
O zásadních záležitostech sdružení rozhoduje Rada TC, kterou tvoří zástupci členů sdružení. Členem Rady je rovněž zástupce Akademické rady AV ČR.

## Činnosti TC
Mezi nosné aktivity TC patří:
NÁRODNÍ INFORMAČNÍ CENTRUM PRO EVROPSKÝ VÝZKUM
- komplexní konzultační, informační a školící činnost pro podporu úspěšného zapojení ČR do rámcových programů EU pro výzkum a inovace[3]
- monitoring a analýza účasti ČR v rámcových programech EU pro výzkum a inovace[4]

ROZVOJ PODNIKÁNÍ A TRANSFER TECHNOLOGIÍ
- zvyšování mezinárodní konkurenceschopnosti malých a středních podniků a podpora jejich uplatnění na zahraničních trzích (Enterprise Europe Network ČR)[5]
- podpora využívání kosmických technologií v pozemních aplikacích

- analýza inovačního potenciálu malých a středních podniků[6]

- vyhledávání finančních zdrojů pro rozvoj malých a středních podniků

- poradenství v oblasti ochrany duševního vlastnictví[7]

- podpora vzniku a rozvoje začínajících inovačních firem v akceleračním programu Business Runway[8]

STRATEGICKÉ STUDIE PRO VÝZKUM A INOVACE
- systémové analytické a koncepční studie[9] pro výzkum, vývoj a inovace s cílem připravit koncepční podklady pro kvalifikované rozhodování státní správy, regionálních samospráv i orgánů EU při formulaci politik VaVaI[10]

- hodnocení výzkumných a inovačních politik a programů

- srovnávací hodnocení výzkumných organizací

- analýza technologických trendů

- posuzování dopadů technologií na společnost - Technology Assesment

- scientometrie - analýza dat a informací o vědeckých výstupech a výsledcích pro využití při strategickém řízení výzkumu

PUBLIKAČNÍ ČINNOST
- vydávání vlastních časopisů ECHO[11], ERGO[12] a publikace TC[13][14][15].

## Partneři TC
Mezi hlavní partnery a klienty TC patří významné instituce státní správy - Ministerstvo školství, mládeže a tělovýchovy (MŠMT), Ministerstvo průmyslu a obchodu (MPO), Ministerstvo dopravy , Rada pro výzkum, vývoj a inovace a Technologická agentura ČR.
Od svého založení spolupracuje TC prakticky s celou sférou výzkumných a vývojových pracovišť České republiky, s mnoha zahraničními partnery, prestižními univerzitami a soukromými podniky.
Dále je to řada nadnárodních institucí - Evropská komise, Evropský parlament, Evropská kosmická agentura, Organizace OSN pro průmyslový rozvoj (UNIDO) a Společné výzkumné středisko (JRC).
Důležitými partnery z českých regionů jsou regionální inovační centra, hospodářské komory, Magistrát hlavního města Prahy a Pražský inovační institut.